# Nguyễn Nam Anh
Nguyễn Nam Anh (sinh ngày 1 tháng 6 năm 1993) là cầu thủ bóng đá chuyên nghiệp người Việt Nam, anh đang chơi bóng tại vị trí trung vệ cho Câu lạc bộ bóng đá Sài Gòn tại Giải bóng đá vô địch quốc gia Việt Nam.

## Sự nghiệp
Nam Anh được đội bóng gốc Hà Nội của bầu Hiển đổi tên Sài Gòn FC mượn để tham dự V.League 1 - 2016.